# Gavi (ostrov)
Gavi je ostrov v Tyrhénském moři nedaleko západního pobřeží Itálie. Se svou délkou 700 m je nejmenším z Pontinských ostrovů a leží 120 m od severního pobřeží ostrova Ponza.
Ostrov je dosti skalnatý a je neobydlený. Svým charakterem se zdá být předurčen za útočiště různých druhů zvířat a rostlin, včetně jednoho druhu ještěrky, který se nachází pouze zde, a včetně mnoha myší, králíků a škorpionů.